# Liebenhof
Liebenhof ist ein bewohnter Gemeindeteil der Gemeinde Garzau-Garzin im Landkreis Märkisch-Oderland im Land Brandenburg.

## Geografische Lage
Der Wohnplatz liegt rund 2,1 km östlich des Dorfzentrums von Garzin. Östlich liegt der weitere Gemeindeteil Bergschäferei, nördlich Hasenholz, ein Wohnplatz der Stadt Buckow. Im Süden erstreckt sich das Rote Luch, der höchste Teil der Buckower Rinne. Über die Straße Liebenhof bestehen Verbindungen nach Garzin sowie zur Bergschäferei.

## Geschichte
Liebenhof wurde – bereits in seiner noch heute verwendeten Schreibweise – erstmals im Jahr 1844 urkundlich erwähnt und befand sich im Besitz der Herrschaft Buckow. Diese hatte bereits zwei Jahre zuvor auf der Gemarkung ein Vorwerk mit Wohnhaus, Scheune und Schmiede errichten lassen. In dem Vorwerk lebten im Jahr 1864 insgesamt 18 Personen. Bis 1871 ging die Anzahl auf 12, bis 1885 auf nur noch acht Personen zurück. In den nächsten Jahren kam es zu einem erheblichen Zuzug. Bis 1895 waren zwei weitere Häuser entstanden; nun wohnten 44 Personen in Liebenhof;  1905 waren es schon 57 und 1925 bereits 122 Personen. Im Jahr 1928 wurde das Vorwerk mit der Gemeinde vereinigt und war ab 1931 ein Wohnplatz von Garzin.
Im 21. Jahrhundert befinden sich im Ort unter anderem eine Biogärtnerei, eine Galerie, ein ökologisch ausgerichteter Landwirtschaftsbetrieb mit Biokelterei sowie die Sternwarte Märkische Schweiz. Diese verfügt über eine Teleskopkuppel des DLR mit einem 140 mm Fernrohr und mehreren Spiegelteleskopen.

## Sehenswürdigkeiten und Kultur
- Ein Veranstalter bietet Theater, Musical und Konzerte an.
- Der Europaradweg R1 führt durch den Ort.